# Sidenor
Sidenor, acrónimo de Siderúrgicas del Norte, es una empresa española dedicada a la industria siderúrgica. Fue fundada en 1990 como empresa pública, mediante la fusión de Forjas y Aceros de Reinosa y el Grupo Acenor. Tiene su sede en Basauri (Vizcaya) y unidades de producción en Basauri (Vizcaya), Vitoria (Álava), Azcoitia (Guipúzcoa), Reinosa (Cantabria) y Polinyá (Barcelona). Además, integra dos unidades de recogida y procesamiento de metales en Azuqueca de Henares (Guadalajara) y Sagunto (Valencia). La sociedad es líder europeo en aceros largos especiales.
En 2018 tenía 1794 empleados, y realizó ventas por 807 M€, un 21,77% más que en el ejercicio anterior.

## Historia
Sidenor fue fundada en el marco de la reconversión industrial en España. Ante las restricciones de la Comunidad Económica Europea en la producción de aceros a sus países miembros, debido a la sobreproducción existente en el Espacio Económico Europeo, el gobierno español decidió la fusión de empresas para conseguir sociedades más fuertes, y en 1990 procedió a la fusión de la histórica Forjas y Aceros de Reinosa (escindida en 1981 de Astilleros Españoles) con el Grupo Acenor fundado en 1988 de la fusión de  Aceros de Llodio, Pedro Orbegozo, Forjas Alavesas y Aceros Echevarría de Basauri, para dar lugar a Sidenor, con la participación al 50% del Instituto Nacional de Industria y el Instituto de Crédito Oficial. La sociedad fue privatizada en 1995, cuando la adquirió un grupo de inversores encabezados por el empresario vasco Sabino Arrieta, que a su vez la vendieron en 2005 a la multinacional brasileña Gerdau por 443 M€. La actividad de la empresa se dedicó a la producción de piezas  para la producción de vehículos, ingeniería mecánica, sector naval, siderurgia, generación de energía, minería, y sector petroquímico entre otros.
11 años después de su compra, en mayo de 2016, Gerdau vendió de nuevo la sociedad, por un tercio de lo que pagó por ella, a su anterior equipo directivo, que la volvió a refundar como Sidenor. En 2019 Sidenor anunció que había alcanzado un acuerdo para vender el 75% de la planta de Reinosa al grupo multinacional NFL, aunque se mantendría seis años como socio temporal.
Además de sus centros de producción y procesamiento, la empresa tiene delegaciones comerciales en Londres, Lille, Düsseldorf y Brescia. Su presidente, José Antonio Jainaga, es el principal impulsor del proyecto de formación de un grupo siderúrgico vasco que integraría a Sidenor, Tubacex, Aceros Olarra y Tubos Reunidos. En enero de 2020, directivos de las cuatro sociedades comenzaron a entablar conversaciones de cara a una posible fusión.
Según el Centre Delàs per la Pau, Sidenor es una de las empresas que forma parte del complejo industrial-militar español. En 2019 recibió 35,77 millones de euros del Ministerio de Defensa español.
En febrero de 2025, a través de un consorcio formado con la Fundación BBK, la Fundación Vital Fundazioa y el fondo Finkatuz, tomó el control de Talgo, después de hacerse con el 29,7% del accionariado.